# Палавници
„Палавници“ е детско занимателно предаване (телевизионно състезание), излъчвано по Българската национална телевизия (БНТ) от 1999 до 2005 г. Продуцент е „Синемак“, а режисьор е Иван Георгиев-Гец (1958-2015), по-големият син на великия актьор Георги Георгиев-Гец. Той е предшественик на „Бързи, смели, сръчни“. Водеща е Катерина Атанасова, а коментатор е известният актьор Теодор Елмазов.
Първоначално е излъчен по Ефир 2 с разписание всяка събота от 19:00 ч. или 18:30 ч., а повторенията са излъчвани в неделя по Канал 1.
По-късно се излъчва се всяка неделя по Канал 1 от 09:00 до 10:00 ч., с продължителност 60 минути. Предаването се състои от шест сезона и общо 265 епизода. Повторенията са излъчвани по сателитния канал „ТВ България“.
„Палавници“ е детско телевизионно състезание, изградено от поредица атрактивни игри със спортен и интелектуален характер, които се реализират с много смях, приключенски дух и обичания от съвременните деца ужас на шега. В „Палавници“ участниците в равна степен се забавляват и научават нови неща. Под „нови неща“ разбираме не само знания, но може би в по-голяма степен умението да работиш в екип от равнопоставени партньори, възпитанието да приемеш загубата, стимулираме изграждането на отношения на взаимопомощ, другарство, честност и толерантност. Всичко това е под формата на весела и емоционална игра с много обрати и изненади, интересна както за участниците, така и за хилядите наши малки приятели пред телевизионните екрани.
В Палавници се състезават два отбора от класове, включващи до 27 деца на възраст от 6 до 14 години.
През пролетта на 2005 г. предаването е свалено от екран и става първото българско предаване, което е закупено от Виетнам.

## Рубрики на предаването
- „Таинствената пирамида“
- „Чудесата на света“
- „Ловци на думи“
- „Училище мъчилище“
- „Летящи командоси“
- „Квадратна математика“
- „Призраци в джунглата“

## Използвана музика в предаването
- Los Cojones – Despedida y Cierre[1]

## Екип
| Сценарист и режисьор | Иван Георгиев                                                                          |
| Отговорен оператор   | Ивайло Пенчев                                                                          |
| Водеща               | Катерина Атанасова                                                                     |
| Лео и Тео            | Анна Попова Явор Гигов                                                                 |
| Коментатор           | Теодор Елмазов                                                                         |
| Снимачна техника     | СИНЕМАК ООД                                                                            |
| Постпродукция        | СИНЕМАК ООД                                                                            |
| Камерни техници      | Свилен Боянов Иван Михов                                                               |
| Осветление           | Андрей Покрасс                                                                         |
| Декор и реквизит     | Снимачен павилион „Синемак“                                                            |
| Художник             | Мирослав Маринов                                                                       |
| Художник-изпълнители | Йордан Димов Григор Василев Димитър Гълъбов Кирил Гергов Юлиан Игнатов Благовест Митев |
| Грим                 | Росен Върлаков                                                                         |
| Костюми              | Адрияна Найденова                                                                      |
| Композитор           | Кирил Илиевски                                                                         |
| Асистент-режисьори   | Венелина Михова Борислава Покрасс                                                      |
| Организатори         | Александра Зашева Димитър Генин                                                        |
| Компютърна анимация  | Николай Михайлов Свилен Димитров Николай Люцканов                                      |
| Монтаж               | Миряна Янева                                                                           |
| Оператори            | Борис Сотиров Стефан Бояджиев                                                          |
| Продуценти           | Ивайло Пенчев Иван Георгиев Стоян Стоянов                                              |
| Делегиран продуцент  | Виделина Луканова                                                                      |